# Euptychia punctata
Euptychia punctata är en fjärilsart som beskrevs av Gustav Weymer 1911. Euptychia punctata ingår i släktet Euptychia och familjen praktfjärilar. Inga underarter finns listade i Catalogue of Life.